# Saison 40 d'Alerte Cobra
Chronologie
Saison 39 Saison 41
Cet article présente le guide des épisodes la quarantième saison de la série télévisée Alerte Cobra.

## Distribution

### Acteurs principaux
- Erdoğan Atalay : Sami Gerçan (inspecteur)
- Daniel Roesner : Paul Renner (inspecteur)
- Katja Woywood : Kim Krüger (chef de service)
- Katrin Heß : Jenny Dorn (brigadière)
- Niels Kurvin : Armand Freund (police scientifique)
- Daniela Wutte : Susanne König (secrétaire)

### Acteurs récurrents
- Lion Wasczyk : Finn Bartels (brigadier)
- Kerstin Thielemann : Isolde Maria Schrankmann (procureure générale)
- Carina Wiese : Andréa Gerçan (femme de Sami)

## Diffusion
En Allemagne, la saison a été diffusée du 1er septembre 2016 au 17 novembre 2016, sur RTL Television.
En France, la saison a été diffusée du 31 juillet 2018 au 8 août 2018 sur TMC.

## Épisodes

### Épisode 1:Comme au bon vieux temps
- Allemagne : 1er septembre 2016 sur RTL Television
- France : 31 juillet 2018 sur TMC

### Épisode 2:Dans la tête de mon père
- Allemagne : 8 septembre 2016 sur RTL Television
- France : 1er août 2018 sur TMC

### Épisode 3:Code fantôme
- Allemagne : 8 septembre 2016 sur RTL Television
- France : 1er août 2018 sur TMC

### Épisode 4:Sans mon frère
- Allemagne : 22 septembre 2016 sur RTL Television
- France : 2 août 2018 sur TMC

### Épisode 5:Bons baisers de Moscou
- Allemagne : 29 septembre 2016 sur RTL Television
- France : 2 août 2018 sur TMC

### Épisode 6:Les intraçables
- Allemagne : 6 octobre 2016 sur RTL Television
- France : 3 août 2018 sur TMC

### Épisode 7:À bout de nerfs
- Allemagne : 13 octobre 2016 sur RTL Television
- France : 3 août 2018 sur TMC

### Épisode 8:Mort sans avertissement
- Allemagne : 20 octobre 2016 sur RTL Television
- France : 6 août 2018 sur TMC

### Épisode 9:La vie n'est pas un jeu
- Allemagne : 27 octobre 2016 sur RTL Television
- France : 6 août 2018 sur TMC

### Épisode 10:Tel père, telle fille
- Allemagne : 3 novembre 2016 sur RTL Television
- France : 7 août 2018 sur TMC

### Épisode 11:Opération Midas
- Allemagne : 10 novembre 2016 sur RTL Television
- France : 7 août 2018 sur TMC

### Épisode 12:Terrain miné
- Allemagne : 17 novembre 2016 sur RTL Television
- France : 8 août 2018 sur TMC